# John Hardy (Politiker)
John Hardy (* 19. September 1835 in Schottland; † 9. Dezember 1913 in New York City) war ein US-amerikanischer Jurist und Politiker. Zwischen 1881 und 1885 vertrat er den Bundesstaat New York im US-Repräsentantenhaus.

## Werdegang
John Hardy wurde im letzten Regierungsjahr von Wilhelm IV., König des Vereinigten Königreichs von Großbritannien und Irland sowie König von Hannover, in Schottland geboren. Die Familie Hardy wanderte 1839 in die Vereinigten Staaten ein und ließ sich in New York City nieder. Er besuchte dort öffentliche Schulen und graduierte 1853 am City College of New York. Hardy studierte Jura. Seine Zulassung erhielt er 1861 und begann dann in New York City zu praktizieren. 1861 saß er in der New York State Assembly und in den Jahren 1863, 1864 sowie zwischen 1867 und 1869 im Board of Aldermen von New York City. Er arbeitete in den Jahren 1870 und 1871 als Clerk im Common Council und in den Jahren 1877 und 1878 als Chief Clerk im Büro des Bürgermeisters. Politisch gehörte er der Demokratischen Partei an.
Er wurde in einer Nachwahl am 5. Dezember 1881 im neunten Wahlbezirk von New York in das US-Repräsentantenhaus in Washington, D.C. gewählt, um dort die Vakanz zu füllen, die durch den Tod von Fernando Wood entstand. Nach einer erfolgreichen Wiederwahl erlitt er im Jahr 1884 eine Niederlage und schied nach dem 3. März 1885 aus dem Kongress aus.
Nach seiner Kongresszeit praktizierte er in New York City wieder als Anwalt. Er starb dort am 9. Dezember 1913 und wurde dann auf dem Green-Wood Cemetery in Brooklyn beigesetzt.